# Daviesa
Daviesa es un género de arañas araneomorfas de la familia Amaurobiidae. Se encuentra en Australia.

## Especies
Según The World Spider Catalog 12.0:
- Daviesa gallonae (Davies, 1993)
- Daviesa lubinae (Davies, 1993)